# Chišám
Chišám (arabsky) je město v guvernorátu Dajr az-Zaur v Sýrii. Leží na levém, severovýchodním břehu Eufratu na silnici, která vede z Dajr az-Zaur po levém břehu Eufratu na jihovýchod. K roku 2004 měl přes sedm tisíc obyvatel.
Severovýchodně od města se nacházejí ropná pole pojmenovaná podle společnosti Conoco, o která byla v rámci občanské války v Sýrii svedena 7. února 2018 bitva u Chišámu. Ropná pole bránily jednotky rožavské Lidové obranné jednotky ve spolupráci s jednotkami Ozbrojených síl Spojených států amerických, na které útočily syrské provládní Národní obranné jednotky a wagnerovci. V bitvě, která je označována za první přímý vojenský střet mezi Ruskem a Spojenými státy americkými od konce studené války, drtivě zvítězili američtí obránci.